# Claude Netter
Claude Netter, född 23 oktober 1924 i Paris, död 13 juni 2007 i Neuilly-sur-Seine, var en fransk fäktare.
Netter blev olympisk guldmedaljör i florett vid sommarspelen 1952 i Helsingfors.